# Żaneta Glanc
Żaneta Glanc, född den 11 mars 1983, är en polsk friidrottare som tävlar i diskuskastning.
Glanc deltog vid Sommaruniversiaden 2009 där hon slutade på andra plats i diskuskastning. Senare samma år blev hon fyra vid VM 2009 i Berlin efter ett kast på 62,66 meter. Hon avslutade friidrottsårtiondet med att bli tvåa vid IAAF World Athletics Final 2009.

## Personliga rekord
- Diskuskastning - 63,96 meter från 2009